# Битиева, Анна Валерьевна
Анна Валерьевна Битиева (азерб. Anna Valeryevna Bitiyeva; род. 1 ноября 1987, Цхинвали) — азербайджанская гимнастка, бывший член азербайджанской команды по художественной гимнастике, участница летних Олимпийских игр 2008 года.

## Биография
Анна Битиева родилась 17 ноября 1987 года в Цхинвали.
В 2005 году на чемпионате мира в Баку азербайджанская команда с Битиевой в составе заняла 11-е место.
В 2007 на чемпионате мира в Греции азербайджанская команда с Битиевой в составе заняла 10-е место.
В 2008 году в составе команды Азербайджана выступала на летних Олимпийских играх 2008 года, где пробившись в финал, заняла с 31.575 очками 7-е место.